# Airbus A310
El Airbus A310 es un avión comercial, bimotor a reacción de medio a largo alcance y fuselaje ancho producido inicialmente por el consorcio paneuropeo Airbus GIE (en la actualidad Airbus SAS). Fue presentado en julio de 1978 por Airbus. El A310 se desarrolló como un derivado del A300, diferenciándose de este por ser un modelo con menor longitud y mayor alcance. Este modelo ha sido usado intensivamente en las rutas trasatlánticas.
La producción del A310 cesó de modo oficial en julio de 2007 (al igual que la del A300). A pesar de esto, la última entrega de un avión A310 se hizo en junio de 1998. A fecha de enero de 2017, habían sido ya entregadas 255 unidades del modelo, de las que estaban todavía operativas 95. El certificado tipo del avión sigue siendo mantenido por Airbus SAS.

## Diseño y desarrollo
El proyecto fue lanzado en julio de 1978 por petición de Lufthansa y Swissair. Inicialmente fue llamado A300 B10. Las principales diferencias entre este y el A300 eran:
- Fuselaje acortado, pero con la misma sección, lo que reduce la capacidad hasta los 200 pasajeros.
- Ala rediseñada, por British Aerospace, que se unió de nuevo al consorcio Airbus.
- Deriva reducida.

El avión estaba pensado para aerolíneas en fase de expansión que deseasen probar los aviones de fuselaje ancho, pero, debido al éxito del A330, no se esperan nuevos pedidos de A310. Era el avión ideal para rutas intercontinentales con una demanda media-baja, ya que se puede decir que el A310 es una versión reducida del A300. En total Airbus ha construido 255 aviones de este modelo.

### Componentes

#### Electrónica
| Sistema      | País | Fabricante | Notas     |
| ------------ | ---- | ---------- | --------- |
| Red de datos |      |            | ARINC 429 |

### Entregas
|          | Total | 1998 | 1997 | 1996 | 1995 | 1994 | 1993 | 1992 | 1991 | 1990 | 1989 | 1988 | 1987 | 1986 | 1985 | 1984 | 1983 |
| -------- | ----- | ---- | ---- | ---- | ---- | ---- | ---- | ---- | ---- | ---- | ---- | ---- | ---- | ---- | ---- | ---- | ---- |
| Entregas | 255   | 1    | 2    | 2    | 2    | 2    | 22   | 24   | 19   | 18   | 23   | 28   | 21   | 19   | 26   | 29   | 17   |

Información a 31 de diciembre de 1998.

## Variantes

### A310-200
El primer A310 fue el 162º avión que salió de la línea de producción de Airbus, volando por primera vez en 1982. Entró en servicio un año después con Air Algérie, Lufthansa y Swissair. Está propulsado por 2 motores JT9D.
| Versiones y Motores |      |                             |
| Versiones           | Año  | Motores                     |
| A310-203            | 1985 | General Electric CF6-80A3   |
| A310-204            | 1987 | General Electric CF6-80C2A2 |
| A310-221            | 1985 | Pratt & Whitney JT9D-7R4D1  |
| A310-222            | 1985 | Pratt & Whitney JT9D-7R4E1  |

### A310-300
Voló por primera vez en julio de 1985. En esta versión se ha incrementado el peso máximo al despegue y el alcance con depósitos de combustible adicionales. Este modelo introducía los winglets para mejorar la eficiencia aerodinámica. Entró en servicio en 1986 con Swissair.
| Versiones y Motores |      |                             |
| Versiones           | Año  | Motores                     |
| A310-304            | 1988 | General Electric CF6-80C2A2 |
| A310-308            | 1991 | General Electric CF6-80C2A8 |
| A310-322            | 1987 | Pratt & Whitney JT9D-7R4E1  |
| A310-324            | 1987 | Pratt & Whitney PW4152      |
| A310-325            | 1996 | Pratt & Whitney PW4156A     |

### A310-C
Este modelo convertible puede producirse a partir de los modelos anteriores, denominándose respectivamente A310-200C y A310-300C.

### A310-F
Versión de carga. Como no se construyó ningún carguero de este modelo, algunos modelos de pasajeros fueron adaptados bajo esta denominación, como los que opera FedEx.

### A310 MRTT
El A310 ha sido usado por varias fuerzas aéreas del mundo como avión de transporte, pero algunos están siendo convertidos por EADS a la configuración "avión de transporte/cisterna multipropósito" o MRTT (por sus siglas en inglés), que les proporciona capacidad para reabastecimiento en vuelo.

## Operadores

### Civiles
En abril de 2020 se encontraban 32 unidades operativas en las siguientes aerolíneas:
 Afganistán
- Ariana Afghan Airlines: 3.[3]

 Irán
- Iran Airtour: 4.[4]
- Qeshm Air: 1.[5]
- Yazd Air: 1.[6]
- Iran Air: 1.[7]

 Jordania
- Royal Jordanian Airlines: 1.[8]

 Turquía
- ULS Airlines Cargo: 3.[9]

### Militares

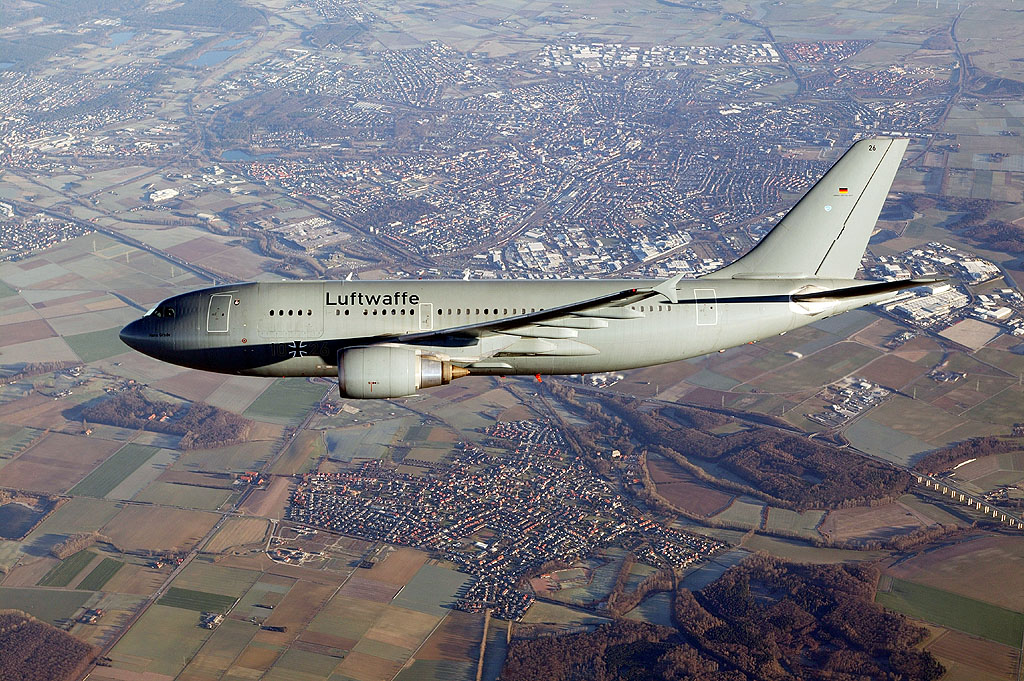
A310 MRTT de la Luftwaffe, dedicado a evacuaciones médicas.

Las siguientes fuerzas militares y entidades gubernamentales operaban este aparato en diciembre de 2019:
 Alemania
- Luftwaffe: 1.[10]

 Canadá
- Real Fuerza Aérea Canadiense: 5 (designados Airbus CC-150 Polaris).[11]

 España
- Ejército del Aire y del Espacio: 2.[12][13][14]

### Antiguos

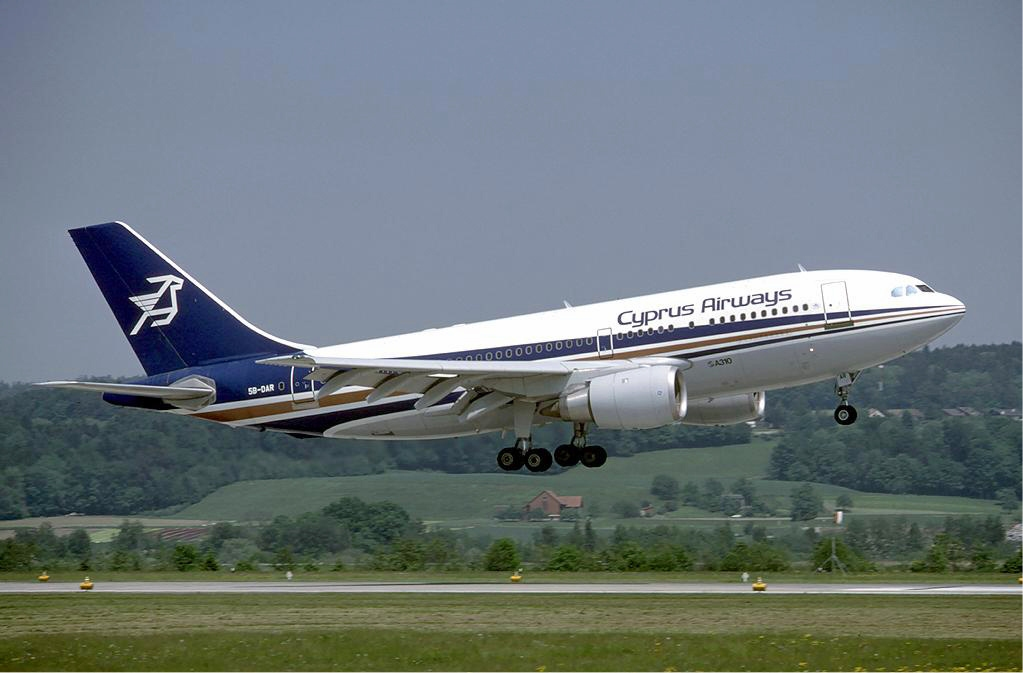
A310-200 de Cyprus Airways en el aeropuerto de Zúrich en 1985.

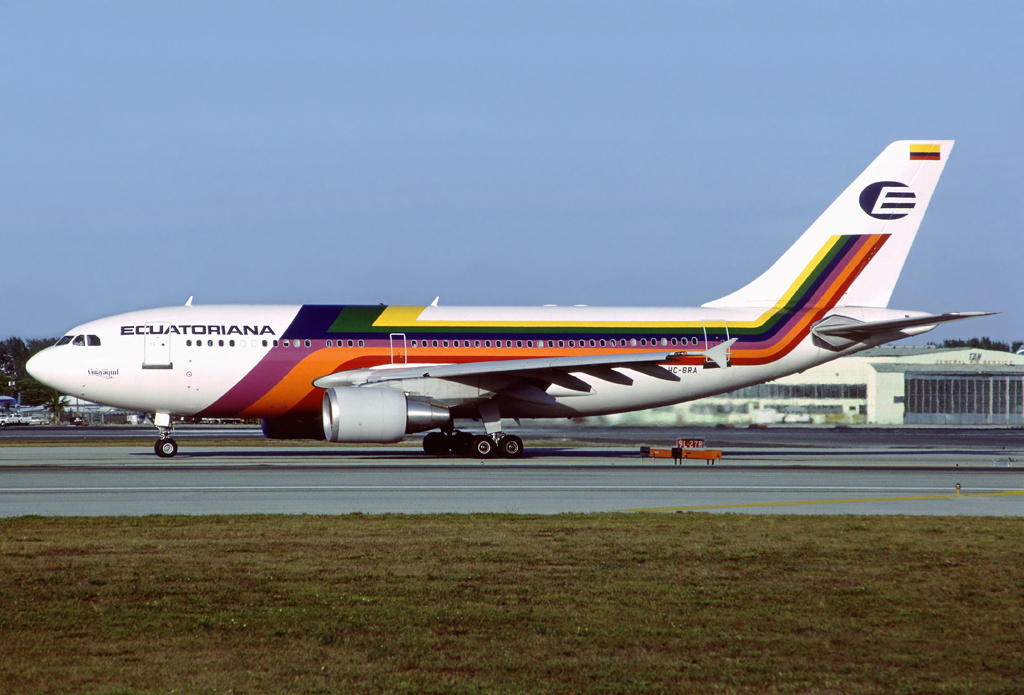
A310-324 de Ecuatoriana de Aviación.

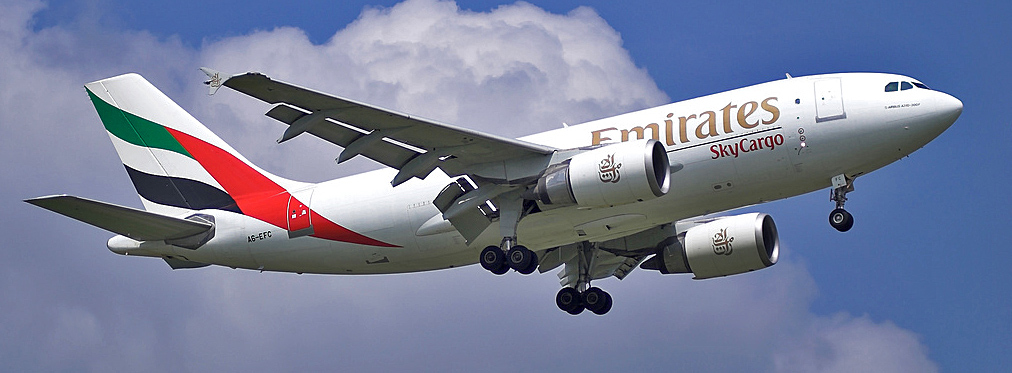
A310F de Emirates SkyCargo en el aeropuerto de Zúrich.

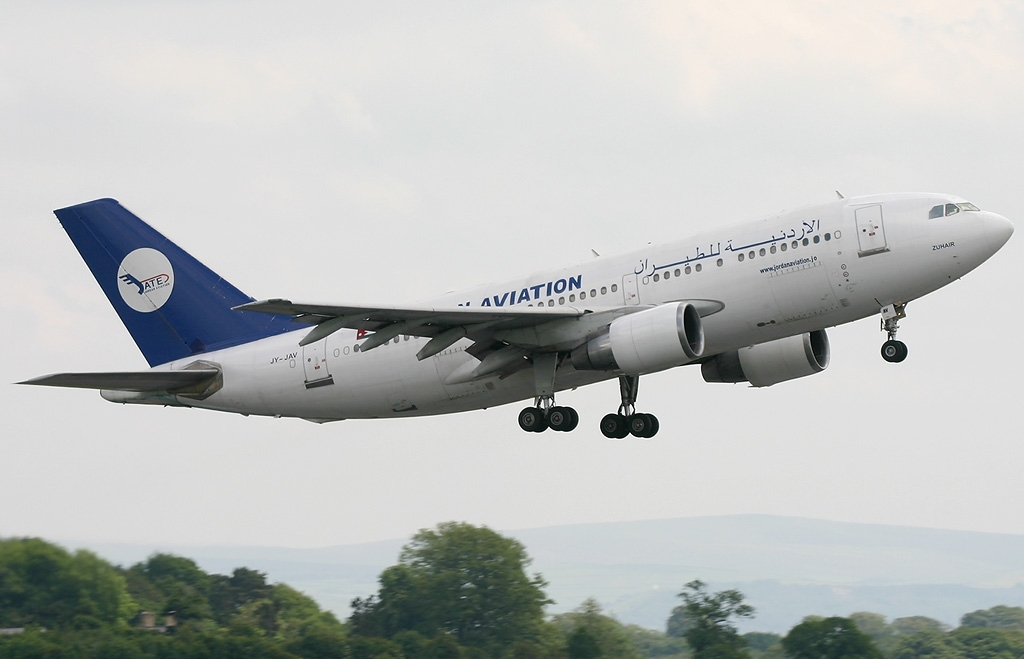
A310-222 de Jordan Aviation.

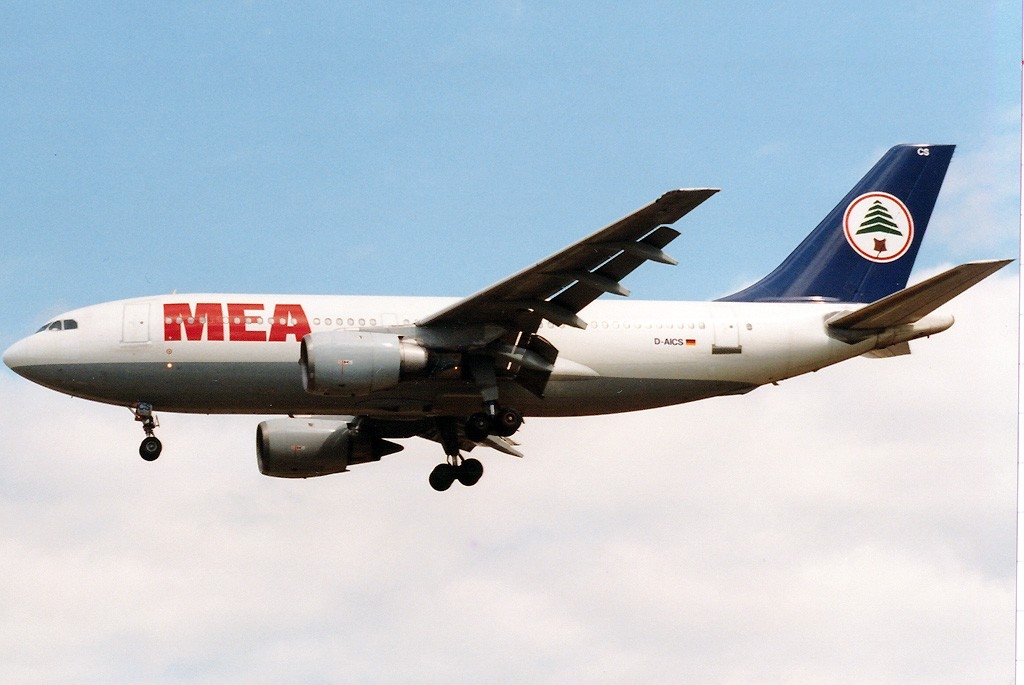
A310-203 de Middle East Airlines.

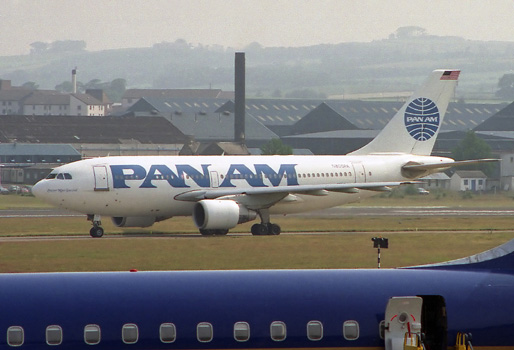
A310-222 de Pan Am en 1989.

#### África
Argelia
- Air Algérie: 6.[15]

 Egipto
- AMC Airlines: 1.[16]

 Kenia
- Kenya Airways: 6.[17]

 Libia
- Libyan Airways 3[18]

 Sudán
- Sudan Airways: 9.[19]

 Túnez
- Tunisair: 2.[20]

#### América
Argentina
- Aerolíneas Argentinas: 5.[21]

 Bolivia
- Lloyd Aéreo Boliviano: 4.[22]

 Canadá
- Air Transat

 Ecuador
- Ecuatoriana de Aviación: 3.[23]

 Estados Unidos
- Delta Air Lines: 30.[24]
- United Nations: 1.[25]
- Pan Am
- FedEx Express

 Venezuela
- Aeropostal: 2.[26]

#### Asia
Arabia Saudita
- Saudia: 1.[27]

 Armenia
- Armenia Airways: 2.[28]

 Bangladés
- Biman Bangladesh Airlines: 6.[29]

 Catar
- Qatar Airways: 2.[30]

 China
- China Eastern Airlines: 5.[31]

 Chipre
- Cyprus Airways

 EAU
- Emirates: 13.[32]
- Etihad Airways: 1.[33]

 India
- Air India: 28.[34]

 Indonesia
- Lion Air: 1.[35]

 Irán
- Mahan Air: 15.[36]
- Taban Air: 3.[37]
- Toos Airline: 1.[38]

 Irak
- Iraqi Airways: 5.[39]

 Jordania
- Jordan Aviation: 4.[40]

 Kuwait
- Kuwait Airways: 18.[41]

 Líbano
- Middle East Airlines: 10.[42]

 Mongolia
- MIAT Mongolian Airlines: 1.[43]

 Omán
- Oman Air: 6.[44]

 Pakistán
- Pakistan International Airlines: 12.[45]
- Fuerza Aérea de Pakistán: 1.[46]

 Rusia
- S7 Airlines: 9.[47]

 Singapur
- Singapore Airlines: 23.[48]
- SilkAir: 2.[49]

 Tailandia
- Thai Airways: 4.[50]
- Real Fuerza Aérea Tailandesa: 1.[51]

 Tayikistán
- Asia Sky Lines: 3.[52]

 Uzbekistán
- Uzbekistan Airways: 3.[53]

 Vietnam
- Vietnam Airlines: 2.[54]

 Yemen
- Yemenia: 6.[55]

#### Europa
Alemania
- Lufthansa: 25.[56]
- Condor Flugdienst: 5.[57]

 Austria
- Austrian Airlines: 4.[58]

 Bélgica
- Sabena

 Francia
- Air France: 11.[59]
- Fuerza Aérea Francesa: 3.[60]
- Corsairfly: 1.[61]

 Islandia
- Air Atlanta Icelandic: 2.[62]

 Malta
- Air Malta: 2.[63]

 Países Bajos
- KLM: 11.[64]
- Transavia: 1.[65]

 Portugal
- TAP Air Portugal: 7.[66]
- White Airways: 3.[67]

 República Checa
- Czech Airlines: 4.[68]

 Rumania
- TAROM: 3.[69]

 Rusia
- Aeroflot: 14.[70]

 Turquía
- Turkish Airlines: 19.[71]

#### Oceanía
Nueva Caledonia
- Aircalin: 1.[72]

 Papúa Nueva Guinea
- Air Niugini: 3.[73]

## Accidentes e incidentes
Accidentes fatales: nueve, con un total de 825 fallecidos. Secuestros: diez, con un total de cinco fallecidos.
- 31 de julio de 1992: vuelo 311 de Thai Airways International, un A310-304 que transportaba a 99 pasajeros y catorce tripulantes, se estrelló durante la aproximación a Tribhuvan; las 113 personas que viajaban a bordo murieron.
- 23 de marzo de 1994: vuelo 593 de Aeroflot, un A310-304 que transportaba a 63 pasajeros y doce tripulantes, se estrelló en Siberia después de que el piloto dejara a su hijo tomar los controles y desconectara parcialmente el piloto automático.
- 31 de marzo de 1995: el vuelo 371 de TAROM se estrelló en Baloteşti, cerca del Aeropuerto Internacional de Bucarest-Henri Coandă cerca de Bucarest, después de una reducción de potencia automática en los motores seguida de una falta de reacción por parte de los pilotos.
- 11 de diciembre de 1998: el vuelo 261 de Thai Airways International se estrelló en Tailandia.
- 30 de enero de 2000: el vuelo 431 de Kenya Airways se estrelló en el océano Atlántico, poco después de despegar del aeropuerto de Abiyán.
- 12 de julio de 2000: vuelo 3378 de Hapag-Lloyd, un A310-304, se estrelló durante un aterrizaje de emergencia en Viena debido a una falta de combustible.
- 9 de julio de 2006: vuelo 778 de S7 Airlines, un Airbus A310-324 que desde Moscú transportaba a 196 pasajeros y ocho tripulantes, se salió de pista en Irkutsk en Siberia, impactando contra un muro de hormigón e incendiándose tras chocar con unos edificios. Los informes preliminares declararon que 70 de las 204 personas que viajaban a bordo sobrevivieron, permaneciendo doce personas desaparecidas.[75] Desde el accidente, el número de fallecidos ha ido fluctuando, en parte debido a que había tres personas a bordo que no figuraban en el manifiesto, y que algunos supervivientes se marcharon a sus casas tras salir de entre los restos.[76]
- 12 de marzo de 2007: vuelo BG006 de Biman Bangladesh Airlines, un A310-325 que transportaba a 236 personas, entre pasajeros y tripulación, sufrió un colapso de la rueda de nariz mientras desaceleraba tras el aterrizaje.[77] Catorce personas sufrieron lesiones menores en el Aeropuerto Internacional de Dubái.[78] El avión quedó al final de pista y fue evacuado, pero bloqueó la única pista activa y obligó al aeropuerto a cerrar durante ocho horas. El avión fue declarado siniestro total.[79]
- 10 de junio de 2008: vuelo 109 de Sudan Airways, un A310-324 desde Amán, Jordania que transportaba a 203 pasajeros y once tripulantes, se salió de pista tras aterrizar en el Aeropuerto Internacional de Jartoum con condiciones adversas. Poco después se decretó fuego en el ala derecha. A 12 de junio, los informes confirmaban que treinta personas habían fallecido y que otras seis permanecían desaparecidas.[80]
- 30 de junio de 2009: vuelo 626 de Yemenia, un A310-324 que volaba desde Saná (Yemen) a Moroni (Comoras), se estrelló en el océano Índico poco antes de llegar a su destino. El avión llevaba a bordo a 153 personas entre empleados y pasaje; encontrándose sólo un superviviente, una niña de doce años de edad.[81][82]

## Galería de imágenes

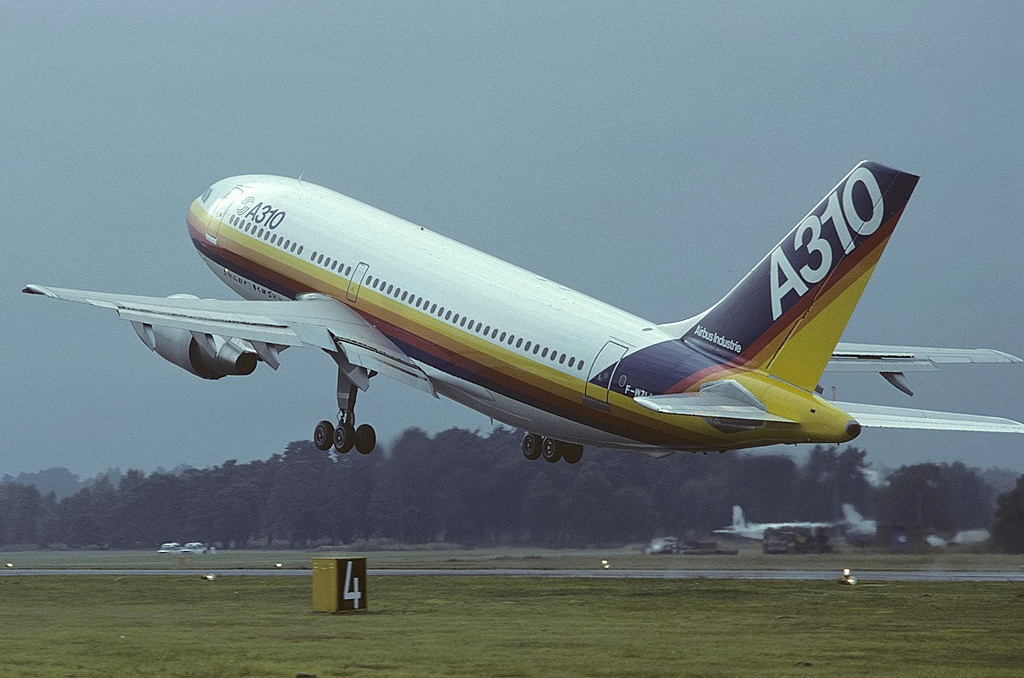
Prototipo del A310 despegando en un show aéreo.
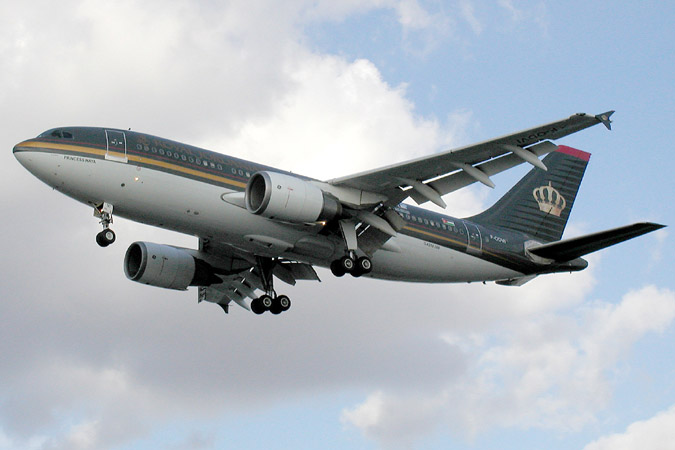
A310 de la compañía jordana Royal Jordanian.
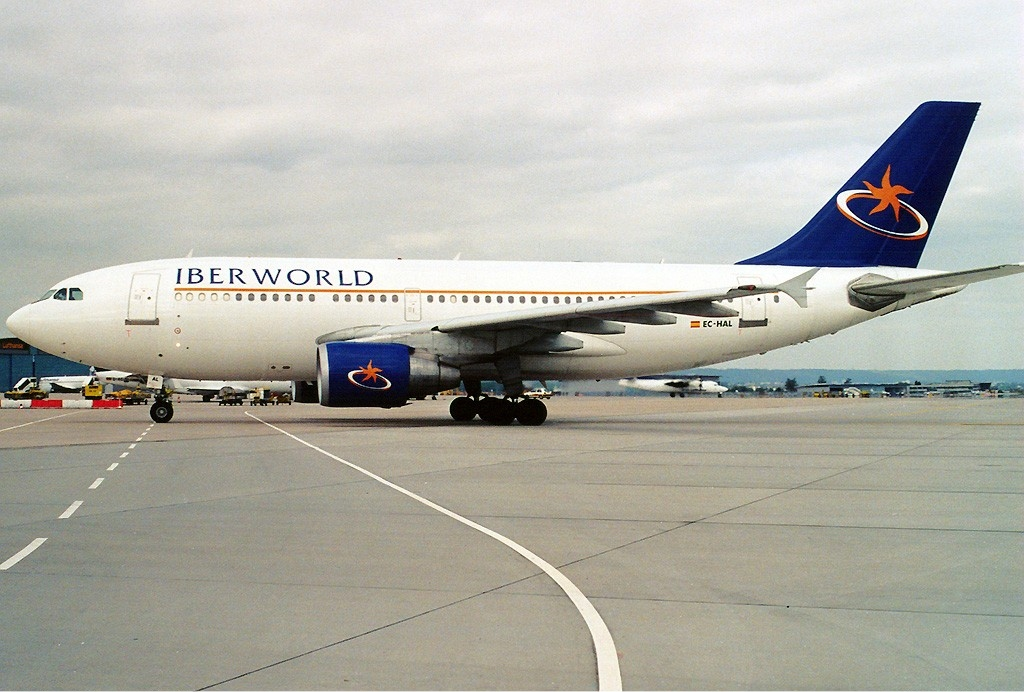
A310-200 de Iberworld.
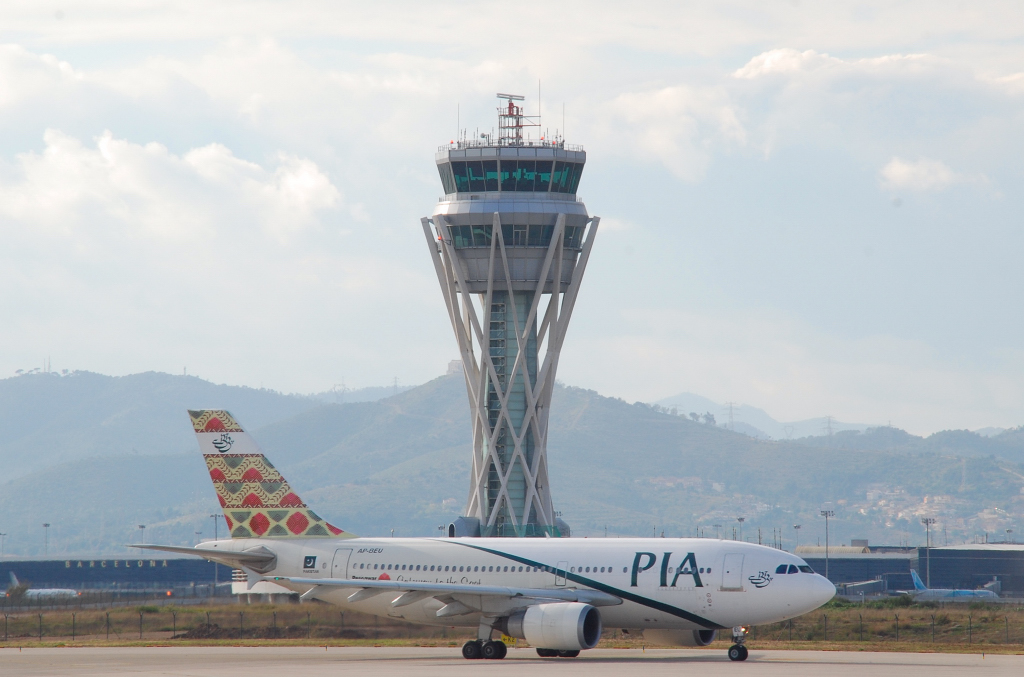
Airbus A310-300 Matrícula AP-BEU 'Peshawar'. Primer vuelo de Pakistan International a Barcelona desde Lahore, 29 de marzo de 2009.
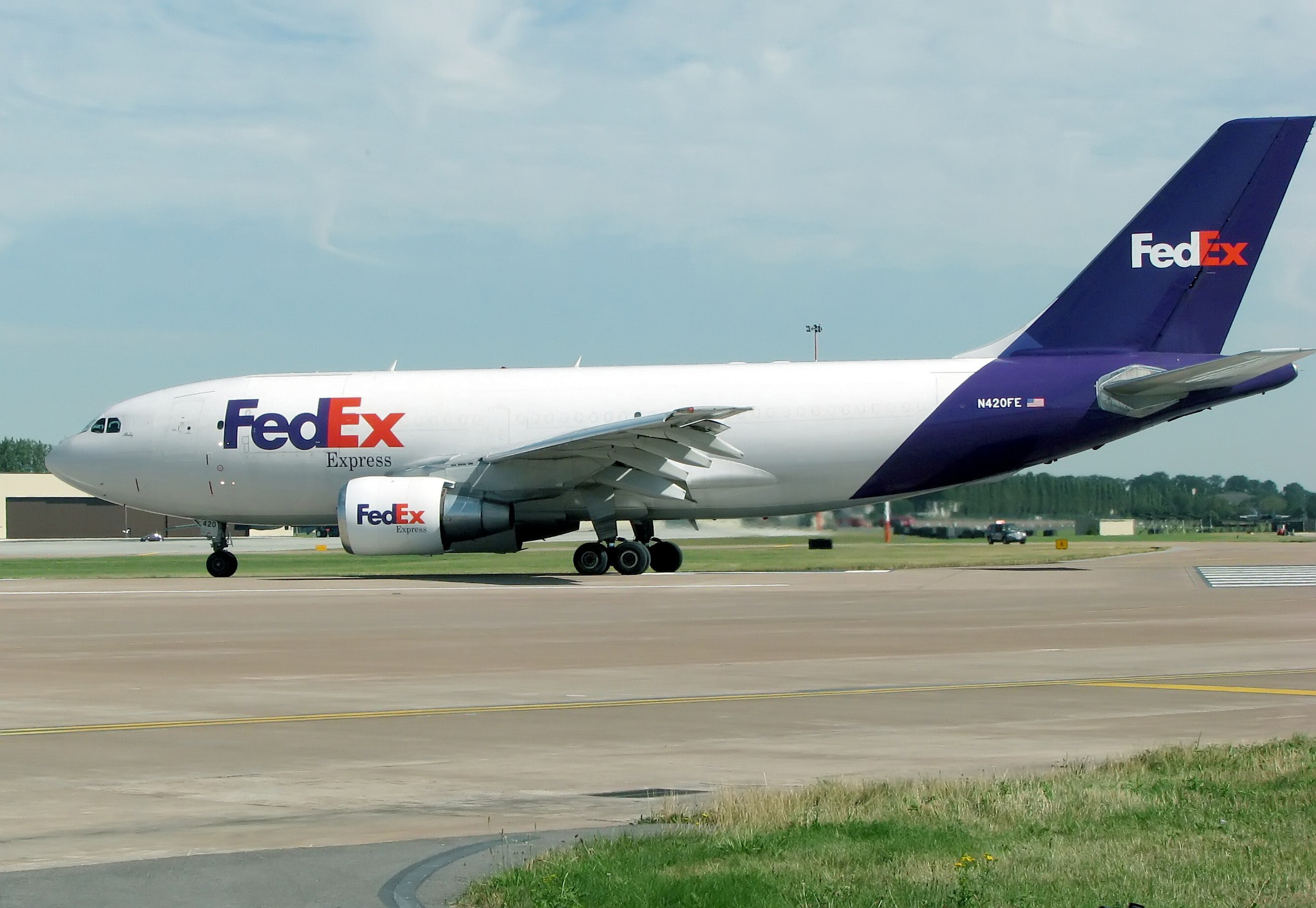
A310-F de FedEx.

## Especificaciones

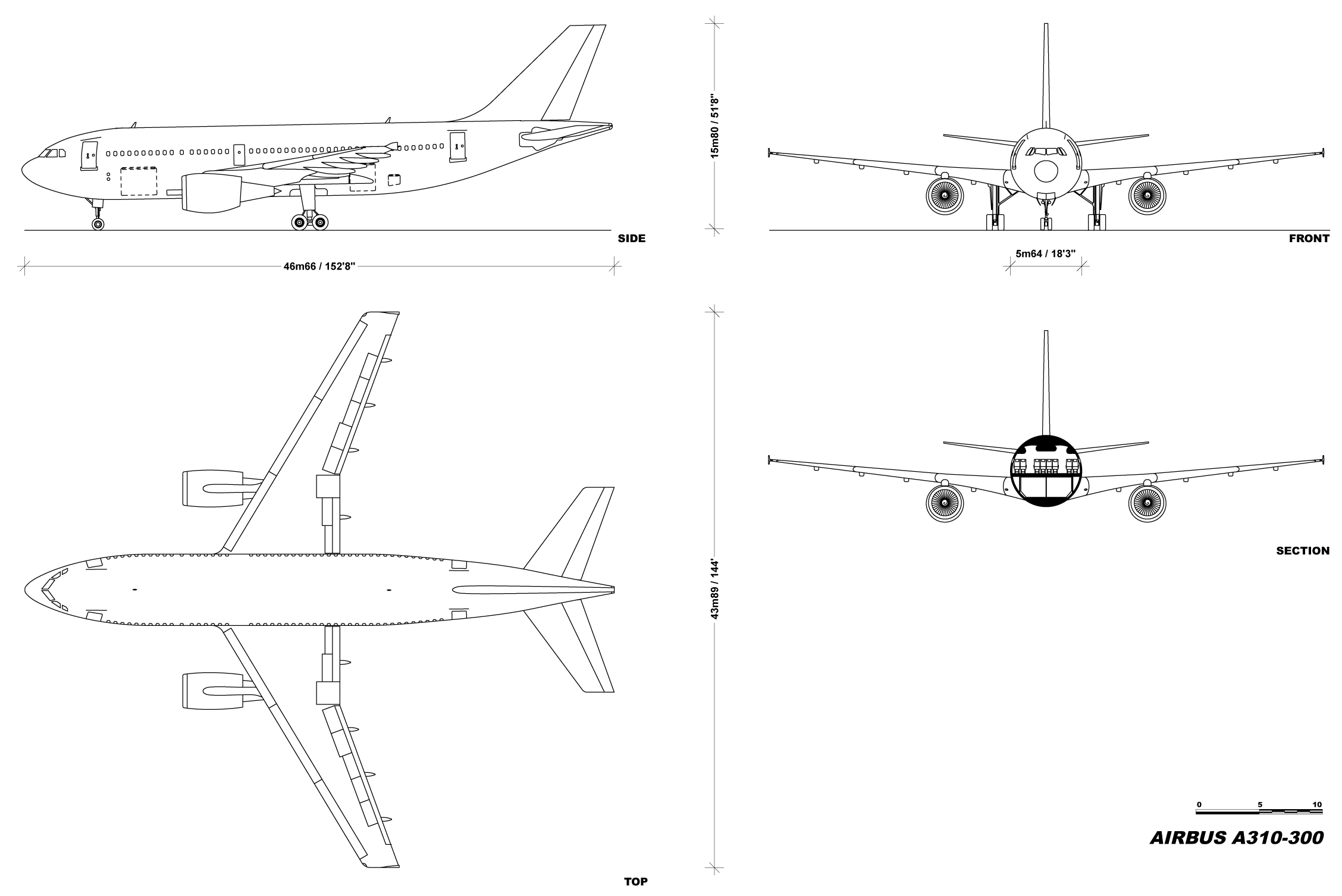
Geometría descriptiva del Airbus A310.

| MEDIDAS                               | A310-200                                               | A310-200F                                              | A310-300                                        | A310-300F                               |
| ------------------------------------- | ------------------------------------------------------ | ------------------------------------------------------ | ----------------------------------------------- | --------------------------------------- |
| Tripulación (en la cabina del piloto) | 2                                                      | 2                                                      | 2                                               | 2                                       |
| Longitud                              | 46,66 m                                                | 46,66 m                                                | 46,66 m                                         | 46,66 m                                 |
| Altura                                | 15,8 m                                                 | 15,8 m                                                 | 15,8 m                                          | 15,8 m                                  |
| Envergadura                           | 43,9 m                                                 | 43,9 m                                                 | 43,9 m                                          | 43,9 m                                  |
| Área o superficie del ala             | 219 m²                                                 | 219 m²                                                 | 219 m²                                          | 219 m²                                  |
| Flecha alar                           | 28 °                                                   | 28 °                                                   | 28 °                                            | 28 °                                    |
| Diámero del fuselaje                  | 5,64 m                                                 | 5,64 m                                                 | 5,64 m                                          | 5,64 m                                  |
| Ancho de la cabina (interno)          | 5,28 m                                                 | 5,28 m                                                 | 5,28 m                                          | 5,28 m                                  |
| Pasajeros (2 clases)                  | 240                                                    | 33 toneladas de carga                                  | 240                                             | 33 toneladas de carga                   |
| Peso máximo de despegue               | 141 975 kg                                             | 141 975 kg                                             | 164 000 kg                                      | 164 000 kg                              |
| Peso vacío                            | 80 142 kg                                              | 72 400 kg                                              | 83 100 kg                                       | 73 900 kg                               |
| Capacidad máxima de combustible       | 55 200 litros                                          | 55 200 litros                                          | 75 470 litros                                   | 75 470 litros                           |
| Velocidad crucero                     | 0,80 Mach (850 km/h)                                   | 0,80 Mach (850 km/h)                                   | 0,80 Mach (850 km/h)                            | 0,80 Mach (850 km/h)                    |
| Velocidad máxima                      | 0,84 Mach (900 km/h)                                   | 0,84 Mach (900 km/h)                                   | 0,84 Mach (900 km/h)                            | 0,84 Mach (900 km/h)                    |
| Techo de vuelo                        | 12 000 m                                               | 12 000 m                                               | 12 000 m                                        | 12 000 m                                |
| Empuje (x2)                           | 218-232 kN                                             | 218-232 kN                                             | 244-257 kN                                      | 244-257 kN                              |
| Motores                               | Pratt & Whitney JT9D-7R4 o General Electric CF6-80C2A2 | Pratt & Whitney JT9D-7R4 o General Electric CF6-80C2A2 | Pratt & Whitney PW4156A o GE CF6-80C2A8         | Pratt & Whitney PW4156A o GE CF6-80C2A8 |
| Alcance                               | 6800 km (3670 nmi, para vuelos transcontinentales)     | 5550 km                                                | 9600 km (5200 nmi, para vuelos transatlánticos) | 7330 km                                 |

Fuente: Especificaciones oficiales de Airbus

## Aeronaves relacionadas

### Desarrollos relacionados
- Airbus A300
- Airbus A310 MRTT
- Airbus CC-150 Polaris

### Aeronaves similares
- Boeing 767
- Ilyushin Il-86

### Secuencias de designación
- Secuencia A_ (interna de Airbus SAS):  A300 - A310 - A318 - A319/neo - A320/neo →
- Secuencia B.L._ (Transportes de la Real Fuerza Aérea tailandesa): ← B.L.10 - B.L.11/K/Kh - B.TL.12 - B.L.13 - B.L.14 - B.L.15 - B.L.16 →
- Secuencia T._ (Aeronaves de Transporte del Ejército del Aire español, 1978-presente): ← T/TR/TM.19 - TR/TM.20 - T.21 - T.22 - T/TK.23 - T/TK.24